# Memòria de l'aigua
La memòria de l'aigua és la suposada capacitat de l'aigua de retenir una «memòria» de les substàncies que prèviament s'hi han dissolt. La memòria de l'aigua és un dels fonaments de l'homeopatia, però no hi ha evidència científica que doni suport a l'existència d'aquesta propietat de l'aigua. El sacsejament de l'aigua a cada estadi de la sèrie de dilucions es diu que és necessari perquè aquest efecte ocorri. El concepte de memòria de l'aigua va ser proposat per Jacques Benveniste (1935-2004) per tal d'explicar els poders terapèutics dels remeis de l'homeopatia, que es preparen amb solucions tan diluïdes que fins i tot ni una molècula de la substància original roman en la majoria de les preparacions. Benveniste va publicar, l'any 1988, uns experiments sobre la memòria de l'aigua en la revista científica Nature però precedit per una editorial de la revista demanant precaució sobre aquest tema. La mateixa revista Nature en el número següent publicà un altre article sobre les altes dilucions i la impossibilitat de l'existència de la memòria de l'aigua.
Mentre que alguns estudis, incloent-hi el de Benveniste, han informat d'aquest efecte, les repeticions amb el sistema de doble cec han fallat en reproduir aquest resultat i, per tant, la memòria de l'aigua és un concepte actualment no acceptat per la comunitat científica i, per tant, la memòria de l'aigua es considera com pseudociència. L'aigua líquida no manté xarxes ordenades de molècules més enllà d'una petita fracció de nanosegons. El debat científic continuà en números posteriors de la revista Nature.
El premi Nobel de Medicina Brian Josephson, que d'altra banda estava obert a donar crèdit a certes propostes paranormals, donà suport a les teories de Benveniste. Benviste va arribar a publicar l'any 1997 un estudi en el qual va assegurar que els efectes de la memòria de l'aigua es podien transmetre mitjançant les línies telefòniques (fins i tot les transatlàntiques). Aquest experiment va ser repetit per les forces armades dels Estats Units però sense resultat positiu.
L'any 2005 es van publicar recerques sobre la dinàmica de la xarxa de l'enllaç d'hidrogen de l'aigua que mostraven que «l'aigua líquida essencialment perd la memòria de correlacions persistents en la seva estructura» dins de 50 milionèsimes de nanosegon. El problema queda manifest quan es veu que hi ha savis que s'allunyen del mètode científic per poder seguir millor les seves creences.

## La memòria de l'aigua en les arts
La paraula que té un alt sentit poètic, va inspirar moltes produccions artístiques com per exemple:
- Memory of water, canço rock de Marillion[12]
- The Memory of Water (1996), comèdia per Shelagh Stephenson[13]
- La memòria de l'aigua. Espectacle familiar (2015) per la companyia Akwa[14]
- La memòria de l'aigua (2015), pel·lícula de Matias Bizé[15]
- Memòria de l'aigua a Menorca, documental sobre les pràctiques tradicionals de gestió de l'aigua a l'illa de Menorca.[16]
- Memòria de l'aigua (2009), escultura-instal·lació de Joan Cortès a Palma[17]
- Memòria de l'Aigua (2013), instal·lació sonor per Sergi Selvas Gardena i Marta Carrasco Bonet.[18]